# Comercio exterior entre Bolivia y El Salvador
El Comercio exterior entre Bolivia y El Salvador se define al comercio internacional que mantienen bilateralmente el Estado Plurinacional de Bolivia con la República de El Salvador en el intercambio de diferentes productos, bienes y servicios.
En la siguiente tabla se muestra la evolución histórica del comercio exterior entre Bolivia y El Salvador durante los diferentes años y las décadas.
| Año  | Exportaciones de Bolivia a El Salvador |
| 1971 | US$ 1.000 dólares                      |
| 1972 | US$ 16.000 dólares                     |
| 1973 | US$ 14.000 dólares                     |
| 1975 | US$ 1.000 dólares                      |
| 1977 | US$ 6.000 dólares                      |
| 1979 | US$ 1.000 dólares                      |
| 1981 | US$ 48.000 dólares                     |
| 1991 | US$ 474 dólares                        |
| 1993 | US$ 19.600 dólares                     |
| 1994 | US$ 1.240 dólares                      |
| 1995 | US$ 789 dólares                        |
| 1996 | US$ 25.700 dólares                     |
| 1997 | US$ 2.830 dólares                      |
| 1998 | US$ 17.800 dólares                     |
| 1999 | US$ 52.800 dólares                     |
| 2000 | US$ 8.530 dólares                      |
| 2001 | US$ 21.700 dólares                     |
| 2002 | US$ 21.400 dólares                     |
| 2003 | US$ 385.000 dólares                    |
| 2004 | US$ 7.820.000 dólares                  |
| 2005 | US$ 268.000 dólares                    |
| 2006 | US$ 300.000 dólares                    |
| 2007 | US$ 110.000 dólares                    |
| 2008 | US$ 1.440.000 dólares                  |
| 2009 | US$ 768.000 dólares                    |
| 2010 | US$ 586.000 dólares                    |
| 2011 | US$ 323.000 dólares                    |
| 2012 | US$ 332.000 dólares                    |
| 2013 | US$ 303.000 dólares                    |
| 2014 | US$ 330.000 dólares                    |
| 2015 | US$ 221.000 dólares                    |
| 2016 | US$ 2.300.000 dólares                  |